# Beopsu-myeon
Beopsu-myeon (koreanska: 법수면) är en socken i den södra delen av Sydkorea,  280 km söder om huvudstaden Seoul.  Den ligger i kommunen Haman-gun i provinsen Södra Gyeongsang.